# Waterslot Cleydael

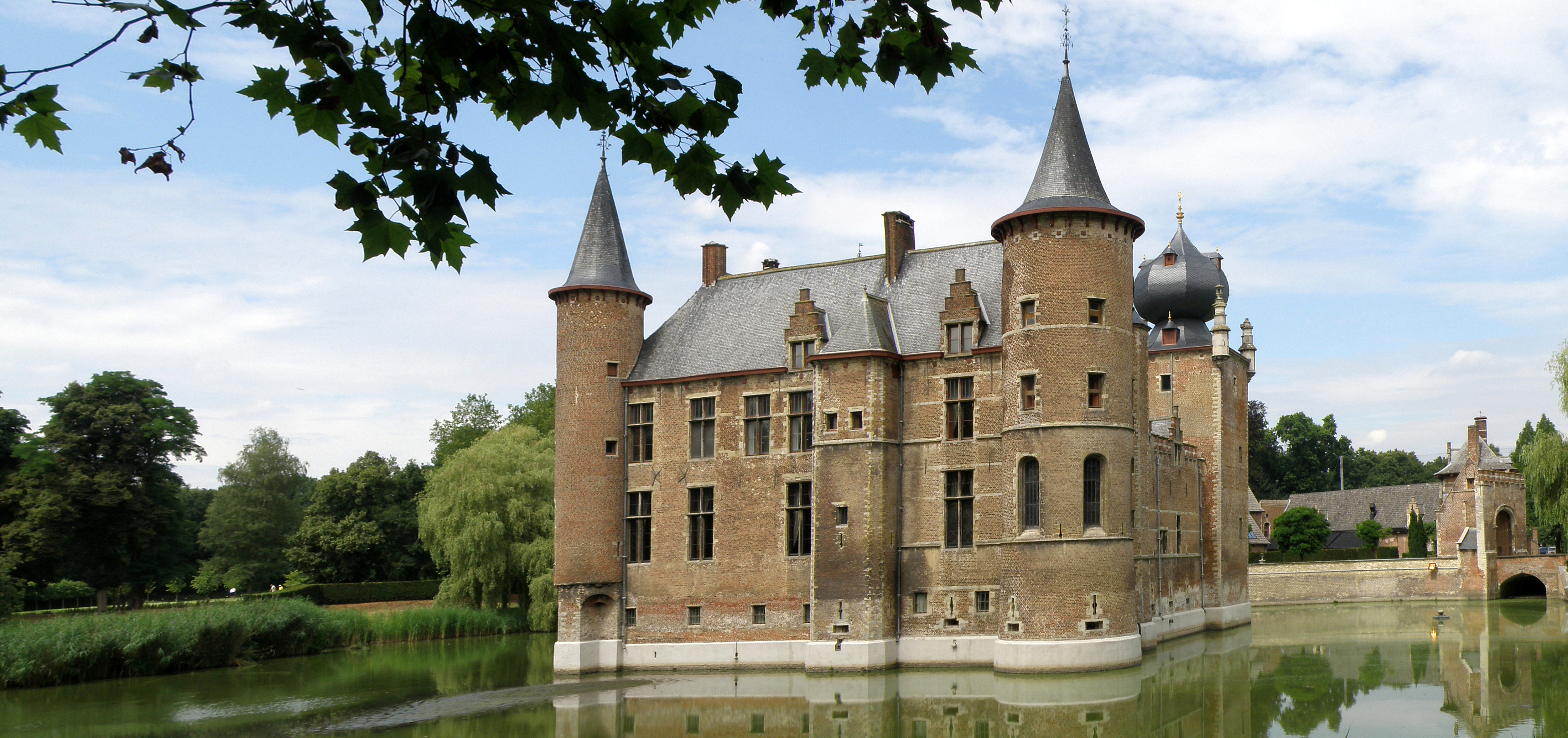

Waterslot Cleydael is een waterslot in de gemeente Aartselaar in de Belgische Provincie Antwerpen, gelegen aan de Bovenvliet, het stroomopwaartse verlengde van de Benedenvliet (Grote Struisbeek).

## Beschrijving
Het kasteel is van oorsprong een feodale middeleeuwse waterburcht, gelegen op een eiland gevormd door twee takken van de Benedenvliet (Grote Struisbeek). Het heeft een vierkante plattegrond bestaande uit vier vleugels om een binnenplaats. Op iedere hoek heeft het een toren, elk verschillend van vorm, waarbij de beide oostelijke torens tevens zwaarder zijn uitgevoerd. Elke toren heeft een eigen naam. De westelijke torens worden de Uilentoren en de Kattentoren genoemd, de noordoostelijke toren heet de Vossentoren, terwijl de zuidoostelijke toren de Kapeltoren heet. De Vossentoren is vierkant van vorm en voorzien van een uivormige spits. Deze toren heeft muren van meer dan een meter dik. De Kapeltoren wordt zo genoemd omdat deze voorzien is van een kapel met een stergewelf. De onderbouw van het kasteel dateert uit 1350, de overige gedeelten stammen uit de 16de en 17de eeuw en zijn opgetrokken uit baksteen, waarschijnlijk afkomstig uit de directe omgeving van het kasteel.
Het bij het kasteel behorende nederhof is trapeziumvormig en oorspronkelijk geheel door grachten omgeven. Aan de oostzijde is het complex bereikbaar via een ophaalbrug naar de toegangspoort. Het gebouw naast de toegangspoort was het huis van de baljuw, later was dit de woning van de jachtopziener. Aan de westzijde van het nederhof is een vierkante wachttoren met aan weerszijden schuren, stallen en een brouwerij. Het geheel vormt een schilderachtig gebouwencomplex in Brabantse bak- en zandsteenarchitectuur.

## Geschiedenis en bewoners

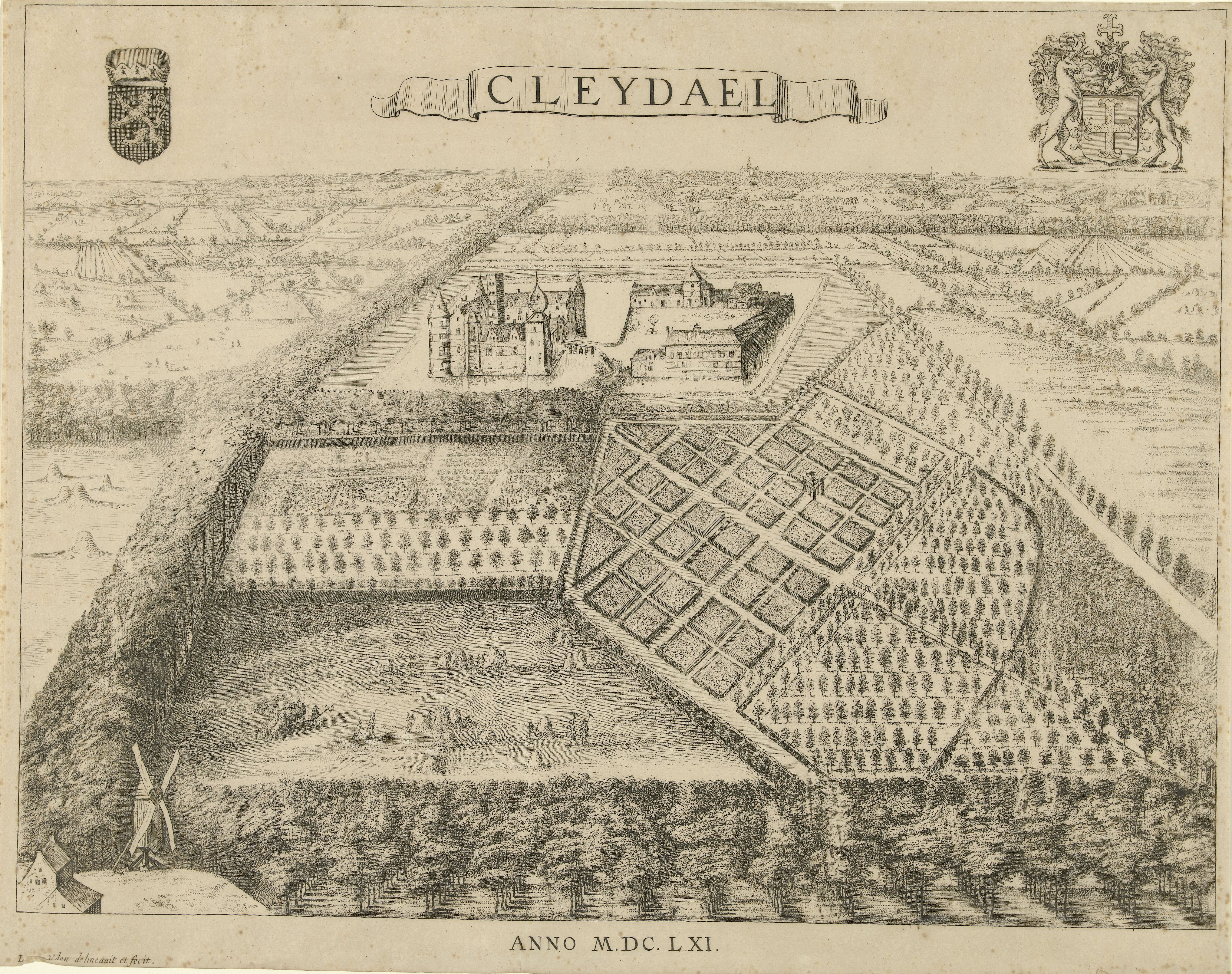
Landgoed Cleydael, Prent door Lucas van Uden 1661

Door zijn ligging wordt vaker gedacht dat de Romeinen ter plaatse van het kasteel, niet ver van de Schelde, ooit een campus zouden hebben gehad.
In 1259 zou het waterslot al hebben bestaan en zou het zijn bewoond door de familie Sanders van Hemessen. De oudst bekende vermelding was in 1372 toen het kasteel in bezit was van Geeraert van der Elst. Hij zou het als geschenk hebben gekregen van de hertog van Brabant nadat deze de familie Sanders had onterfd. Deze Geeraert werd na de Slag bij Baesweiler gevangengenomen en opgesloten. Ondertussen werd het kasteel hevig betwist door de families Van der Elst en Sanders. Joanna van Brabant moest uiteindelijk de partijen dwingen tot verzoening. De familie Van der Elst raakte in geldmoeilijkheden en Filips van der Elst werd in 1401 vermoord, waarna de familie Sanders door koop opnieuw in bezit kwam van het oude leengoed.
In 1459 werd Corneel Sanders van Hemessen op bevel van Filips de Goede onthoofd, omdat hij was opgetreden als bemiddelaar bij het geheime vierde huwelijk van Jacoba van Beieren met Frank van Borssele. Nadat het kasteel tijdelijk was toegewezen aan Antoon, bastaard van Brabant, bleef het na diens dood een tijd lang onbewoond en raakte het in verval. In 1518 kwam het in bezit van de Antwerpenaar Pieter van der Straeten, die een omvangrijke restauratie en uitbreiding begon en de nodige aanpassingen deed, die aan de toen geldende eisen op het gebied van wonen en inrichting golden. In 1537 werd het aangekocht door Antonio del Rio. Deze Del Rio werd na de komst van Alva naar de Nederlanden benoemd tot penningmeester van de kas der inbeslagnemingen. De manier waarop hij zijn ambt vervulde wekte de woede van het volk op. Het kasteel werd geplunderd en helemaal leeggeroofd, waarna Del Rio noodgedwongen naar Spanje vluchtte.
Het kasteel werd opnieuw gerestaureerd door de nieuwe eigenaar, Gillis Hooftman van Eyckelbergh (1521-1581). In 1622 kwam het kasteel in bezit van ene Pieter Helleman. In 1638 huwde diens dochter met Frans Paschier van den Cruyce. Die kocht het kasteel in 1644 en werd burgemeester van Antwerpen in 1656. In 1650 werd opnieuw een verbouwing uitgevoerd, waaraan het wapenschild met jaartal boven de ingang herinnert. Het kasteel bleef nog drie generaties in handen van de burgemeestersfamilie Van den Cruyce. In 1747 huwde Mechtilde-Francoise van den Cruyce, dochter van burgemeester Paschier Jan Augustijn van den Cruyce, met Jean Gilles Peeters, die de heerlijkheid Aartselaar en Cleydael kocht. Na Peeters volgt nog een lange rij van eigenaren die ook langs vrouwelijke zijde doorloopt: families De Stier, Van Havre, De Bergeyck, Guiette, Frank

## Het heden
Na de Eerste Wereldoorlog kocht de Antwerpse reder Christiaan Sheid het oude riddergoed. Hij liet het in de vijftiger jaren opknappen en zijn weduwe woonde er tot aan haar dood. Op het kasteeldomein is een golfbaan aangelegd.
In 1977 werden het kasteel en zijn omgeving de beschermde status toegekend.
In 2001 werd door Cornelis Marks, afgevaardigd bestuurder van Cleydael Invest NV besloten het kasteel vrij te maken van zakelijk gebruik. De rust keerde weer in het antiek gebouw en het kasteel is weer een "gewone" woning zoals het dat gedurende eeuwen daarvoor was. Het huidig landgoed van Cleydael beslaat nog altijd ruim 11 hectare. Enkele gebouwen van het neerhof werden verhuurd aan de nieuwe golfonderneming, die er een restaurant en clubhuis heeft. Een deel daarvan brandde kort na de ingebruikname in 2004 af en werd herbouwd.